# Jaga Jazzist
Jaga Jazzist – norweski zespół muzyczny, grający muzykę eksperymentalną z pogranicza jazzu, rocka i muzyki elektronicznej. Został założony w 1994 r. przez braci Larsa i Martina Horntvethów.

## Skład
- Mathias Eick – trąbka, kontrabas, instrumenty klawiszowe, wibrafon
- Harald Frøland – gitara, efekty
- Even Ormestad – gitara basowa, instrumenty klawiszowe
- Andreas Mjøs – wibrafon, gitary, perkusja, elektronika
- Line Horntveth – tuba, perkusja
- Martin Horntveth – perkusja, automaty perkusyjne
- Lars Horntveth – saksofon tenorowy, klarnet basowy, gitary, instrumenty klawiszowe
- Andreas Hessen Schei – instrumenty klawiszowe
- Erik Johannessen - puzon, perkusja

## Dyskografia
| Jævla Jazzist Grete Stitz   | - Data: 1996 - Wydawca: Thug Records           | —  |
| A Livingroom Hush           | - Data: 23 maja 2001 - Wydawca: Ninja Tune     | 21 |
| The Stix                    | - Data: 6 maja 2003 - Wydawca: Ninja Tune      | 3  |
| What We Must                | - Data: 25 kwietnia 2005 - Wydawca: Ninja Tune | 6  |
| One-Armed Bandit            | - Data: 25 stycznia 2010 - Wydawca: Ninja Tune | 10 |
| Starfire                    | - Data: 1 czerwca 2015 - Wydawca: Ninja Tune   | 26 |
| "—" album nie był notowany. |                                                |    |

| Tytuł                                        | Dane dot. albumu                                       | Pozycja na liście |
| Tytuł                                        | Dane dot. albumu                                       | NOR               |
| -------------------------------------------- | ------------------------------------------------------ | ----------------- |
| In The Fishtank aka Horns (oraz Motorpsycho) | - Data: 6 października 2003 - Wydawca: In The Fishtank | 6                 |

| Tytuł                      | Dane dot. albumu                          |
| -------------------------- | ----------------------------------------- |
| Live with Britten Sinfonia | - Data: 6 maja 2013 - Wydawca: Ninja Tune |

## Nagrody i wyróżnienia
| Rok  | Kategoria         | Tytułem          | Nagroda          | Nota      | Źródło |
| ---- | ----------------- | ---------------- | ---------------- | --------- | ------ |
| 2001 | Årets musikkvideo | "Airborne"       | Spellemannprisen | Nominacja | [ 10 ] |
| 2002 | Åpen klasse       | The Stix         | Spellemannprisen | Nominacja | [ 10 ] |
| 2003 | Åpen klasse       | Horns            | Spellemannprisen | Nominacja | [ 10 ] |
| 2005 | Åpen klasse       | What We Must     | Spellemannprisen | Nominacja | [ 10 ] |
| 2010 | Åpen klasse       | One-Armed Bandit | Spellemannprisen | Laur      | [ 11 ] |